# Graptophyllum pictum
Graptophyllum pictum, grm iz porodice primogovki autohton na Novoj Gvineji i možda Australiji, ali uvezen u mnoge zemlje širom svijeta. 

## Opći opis
G. pictum je uspravan, jako razgranat grm koji naraste do 3,5 metra visine. Biljka ima niz tradicionalnih medicinskih upotreba, a koristi se i kao zamjena za sapun. Obično se uzgaja kao ukrasna biljka i biljka za živu ogradu u tropima, a također i kao lončanica u hladnijim krajevima, a posebno je cijenjena zbog svojih atraktivnih, prošaranih listova u kojima neki ljudi mogu vidjeti karikature ljudskog lica, zbog čega je vernakularno nazvana biljka-karikatura.

## Ljekovitost
Koristi se često kao oblog u liječenju raznih stanja uključujući posjekotine, čireve, ubode škorpiona i otekline. Oblog od lišća stavlja se na dojke kako bi se ublažila upalna opstrukcija protoka mlijeka. Listovi se istucaju u vrućoj vodi i nanose kao pasta za ublažavanje glavobolje. Sok biljke koristi se kao lijek protiv uhobolje.

## Ostale namjene
Naširoko se koristi kao živica. Listovi sadrže saponine i mogu se koristiti kao zamjena za sapun.
- G. pictum
- G. pictum
- G. pictum
- G. pictum

## Sinonimi
Postoje brojni sinonimi za nju
- Justicia picta L.; bazionim